# Šmartno ob Dreti
Šmartno ob Dreti este o localitate din comuna Nazarje, Slovenia, cu o populație de 283 de locuitori.